# Normanton on Soar
Normanton on Soar è un villaggio e parrocchia civile dell'Inghilterra, appartenente alla contea del Nottinghamshire.